# (3570) Wuyeesun
(3570) Wuyeesun ist ein Asteroid des Hauptgürtels, der am 14. Dezember 1979 am Purple-Mountain-Observatorium in Nanjing entdeckt und nach Wu Yee Sun, einem Meister der fernöstlichen Gartenkunst Bonsai, benannt wurde.